# Південний острів (Нова Земля)
Південний острів — острів архіпелагу Нова Земля, відокремлений від Північного острова вузькою протокою Маточкин Шар (2-3 км), від острова Вайгач протокою Карські Ворота (шириною близько 50 км).
Адміністративно входить в Архангельську область Росії. Площа острова 33 275 км², це третій по величині острів Росії після Сахаліну і Північного острова.
У 1950-х роках тубільне населення — ненці були виселенні на материк, звільнення території під ядерні випробування.
| Росія | Це незавершена стаття з географії Росії. Ви можете допомогти проєкту, виправивши або дописавши її. |